# Ann-Lou Jørgensen
Ann-Lou Ernst Jørgensen (Odder, 12 de junio de 1977) es una deportista danesa que compitió en bádminton, en la modalidad de dobles.
Ganó dos medallas de bronce en el Campeonato Mundial de Bádminton, en los años 1999 y 2003, y cinco medallas en el Campeonato Europeo de Bádminton entre los años 1998 y 2004.
Participó en dos Juegos Olímpicos de Verano, en los años 2000 y 2004, ocupando el quinto lugar en Atenas 2004, en la prueba de dobles.

## Palmarés internacional
| Campeonato Mundial | Campeonato Mundial       | Campeonato Mundial | Campeonato Mundial |
| Año                | Lugar                    | Medalla            | Prueba             |
| ------------------ | ------------------------ | ------------------ | ------------------ |
| 1999               | Copenhague (Dinamarca)   | Medalla de bronce  | Dobles             |
| 2003               | Birmingham (Reino Unido) | Medalla de bronce  | Dobles             |
| Campeonato Europeo |                          |                    |                    |
| Año                | Lugar                    | Medalla            | Prueba             |
| 1998               | Sofía (Bulgaria)         | Medalla de plata   | Dobles             |
| 1998               | Sofía (Bulgaria)         | Medalla de bronce  | Dobles mixto       |
| 2000               | Glasgow (Reino Unido)    | Medalla de bronce  | Dobles mixto       |
| 2002               | Malmö (Suecia)           | Medalla de oro     | Dobles             |
| 2004               | Ginebra (Suiza)          | Medalla de plata   | Dobles             |